# Кінцева морена

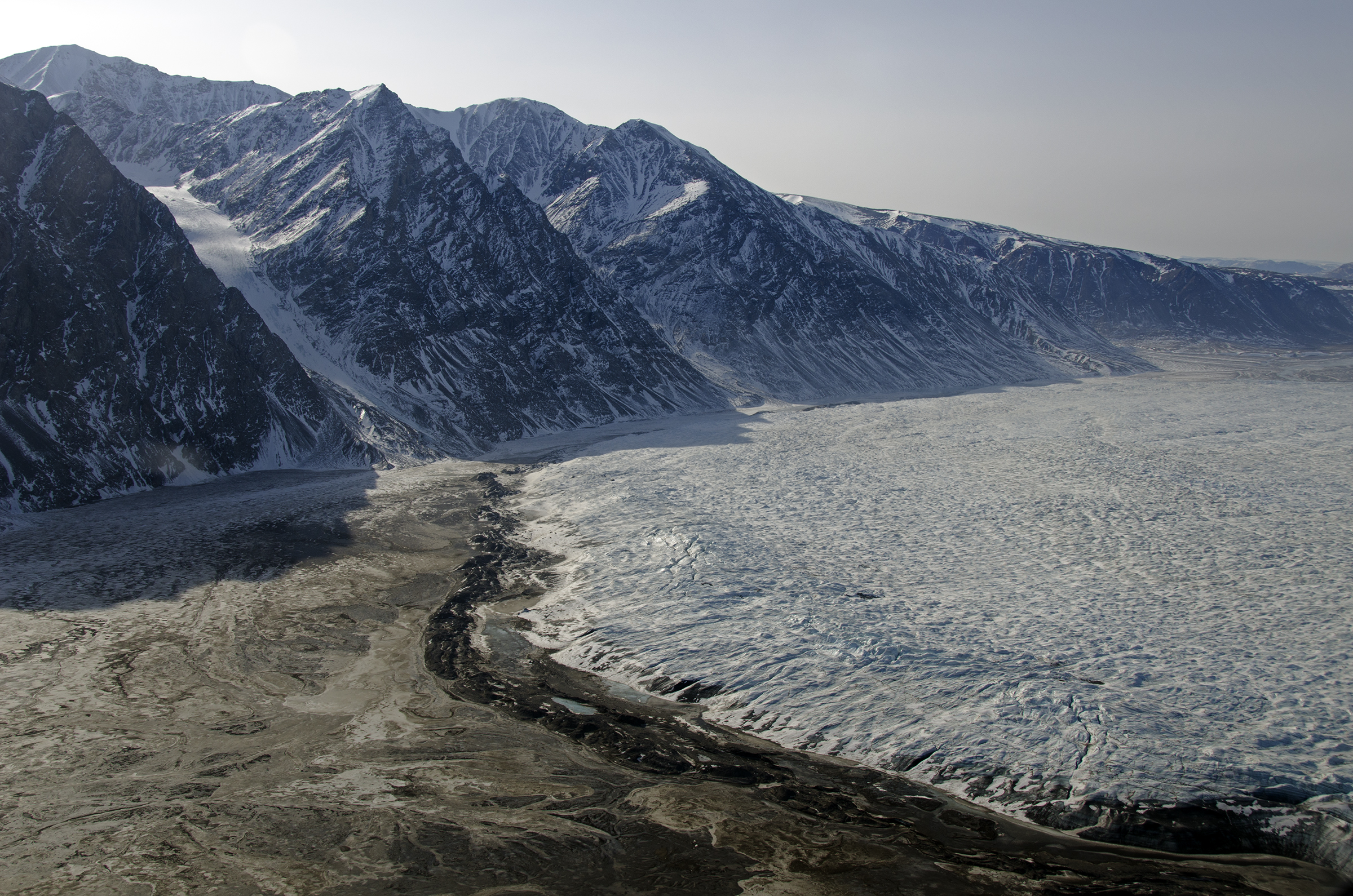
Термінальна морена, Гренландія

Карта Південної Фінляндії, Саплайселька

Морена кінцева, (англ. frontal moraine, end moraine; нім. Frontalmoräne f, Endmoräne f) — морена, уламковий матеріал, відкладений у вигляді дугоподібних гряд біля нижнього кінця долинного льодовика при його тривалому стаціонарному положенні. Включає матеріал бокових морен, основної (донної) морени, серединної і внутрішньої морен. Пониззя, які розділяють гряди М.к., часто зайняті озерами, а зовнішня гряда на декілька десятків метрів вивищується над дном долини. 
Син. — морена фронтальна.
Кінцеві морени утворюють Моренний амфітеатр.